# Ballada ptaków i węży

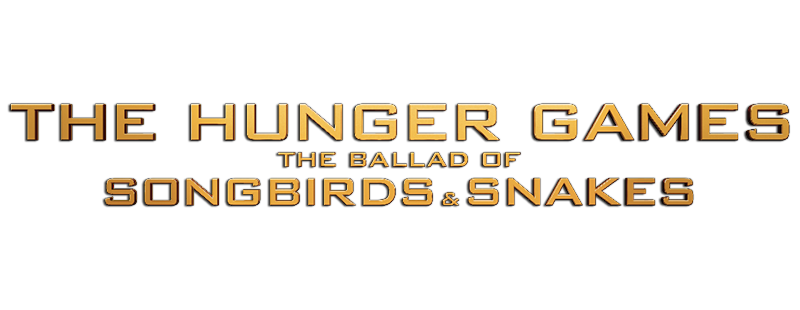
Ballada ptaków i węży (2020)

Ballada ptaków i węży (ang. The Ballad of Songbirds and Snakes) – prequel serii Igrzyska śmierci, autorstwa Suzanne Collins. Została wydana 17 czerwca 2020 roku. Adaptacja filmowa Lionsgate, Igrzyska śmierci: Ballada ptaków i węży, została wydana 17 listopada 2023 roku.

## Fabuła
Akcja książki rozgrywa się na 64 lata przed fabułą pierwszej części. Osiemnastoletni Coriolanus Snow zamierza skorzystać z szansy, jaką jest rola mentora, i zdobyć sławę. Potężny niegdyś ród Snowów podupadł i przyszłość Coriolanusa zależy od tego, czy zdoła pokonać konkurentów. Tyle że fortuna nie bardzo mu sprzyja, bo otrzymuje poniżające zadanie. W trakcie Dziesiątych Głogowych Igrzysk zostaje mentorem Lucy Gray Baird, dziewczyny z Dwunastego Dystryktu, najbiedniejszego z biednych. Ich losy będą od teraz nierozerwalnie ze sobą splecione – każda decyzja, którą podejmie Snow, może prowadzić do sukcesu lub porażki, triumfu lub klęski. Na arenie rozgrywa się walka na śmierć i życie. Poza areną w Coriolanusie zaczyna budzić się współczucie dla skazanej na zgubę trybutki.

## Postacie
- Coriolanus Snow – osiemnastoletni uczeń prestiżowej akademii w Kapitolu, mentor trybutki z 12. Dystryktu, Lucy Gray Baird , mieszka z ukochaną kuzynką Tigris i babcią, nazywaną przez nich Panibabką. Jego rodzice zmarli podczas Mrocznych Dni – matka przy porodzie jego niedoszłego rodzeństwa, ojciec na froncie.
- Casca Highbottom – dziekan Akademii, do której uczęszcza Snow, w młodości kolegował się z ojcem Coriolanusa, w upojeniu alkoholowym wpadł na pomysł Głodowych Igrzysk, jednak nie chciał, by stały się one rzeczywistością.
- Sejanus Plinth – jeden z mentorów uczestników Głodowych Igrzysk, pochodzi z 2 dystryktu, jednak dzięki bogactwu jego ojca, mieszka i uczy się w Kapitolu. Ma bardzo wiele moralnych rozterek i blisko mu do rebelianta. Coriolanus często ratuje mu życie.
- Clemensia Dovecote – mentorka chłopca z Dystryktu 11, została ugryziona przez węże.
- Tigris – kuzynka Coriolanusa, zna się na modzie, umie bardzo dobrze szyć.
- Lucy Gray Baird – trybutka z Dystryktu 12 , kuzynka Barb Azure Baird oraz Maude Ivory. Należała do Trupy, składającej się z kilku osób grupy artystycznej, z którą mieszkała i traktowała jak rodzinę. Występowała na Ćwieku, i innych ważnych wydarzeniach, głównie śpiewała, grała na gitarze i pisała piosenki. Ubierała się bardzo kolorowo, jej język był poetycki. Mieszkała w lesie, blisko granicy Dwunastego Dystryktu, w małym domku.
- doktor Gaul – laborantka w Kapitolu, odpowiada za organizację Głodowych Igrzysk. Kobieta pozbawiona empatii, radość sprawia jej obserwowanie bólu innych ludzi, manipuluje Coriolanusem, budząc w nim jego najciemniejsze strony.